# バンビ〜ノ!
『バンビ〜ノ!』は、せきやてつじによる日本の料理漫画。およびそれを原作としたテレビドラマ。

## 概要
『ビッグコミックスピリッツ』（小学館）にて、2005年（平成17年）2号から連載を開始し、第1部として2009年（平成21年）13号まで連載された。その後、同年19号から2013年（平成25年）3号まで第2部『バンビ〜ノ!SECONDO』が連載された。
2007年4月から6月までテレビドラマが放送された。タイトルの『バンビ〜ノ!』は、イタリア語で坊や（単数形）の意味である。
単行本は小学館ビッグコミックスから第1部が全15巻、第2部が全13巻で刊行されている。第53回（平成19年度）小学館漫画賞一般向け部門を受賞した。

## あらすじ
イタリア料理をこよなく愛する伴省吾は、故郷の福岡県で暮らす大学生。彼は地元のイタリア料理レストランであるトラットリア・サンマルツァーノでアルバイトしながら調理師免許を取得する。大学の休みを迎えた伴は店のオーナーシェフ・遠藤進の紹介で、東京・六本木の人気イタリア料理レストラン、トラットリア・バッカナーレの短期ヘルプを体験することに。
伴は凄まじく多忙な人気店の厳しさに圧倒されながらも刺激を受け、東京で料理の道へ進む決意を固め休学届けを提出。同時に、2年間同棲した恋人・高橋恵理は地元を離れられず、2人は別れる道を選ぶことに。こうしてバッカナーレに就職した伴だったが、彼に与えられたのは厨房での仕事ではなくホール係。
料理がやりたいと言って伴は猛反発するものの、やがて接客の経験が料理人にとって大きな財産となることに気付かされる。当初は客と口喧嘩するなど騒動が絶えなかったが、後に指名が来るほどの人気ホール係に成長。その後、秋の新メニューコンペを経て念願の厨房に入るが、オーナーシェフの宍戸鉄幹はドルチェ(デザート)担当・織田利夫の助手を命じる。
天才だが偏屈な織田に手こずりながらも、伴はデザートコンテストで入賞するまでに腕前を上げた。続いて当初から伴を目の敵にしている先輩・香取望のサポートを務めた後、翌年開店予定のバッカナーレの2号店であるトラットリア・レガーレのパスタ場チーフのポストを提示される。
伴はレガーレへの移籍に先立ち、2カ月のニューヨーク修業を体験。マフィアとの料理対決などを経てひと回り大きく成長して帰国し、レガーレの新規オープンの日を迎えた。

## 登場人物

### 六本木トラットリア『バッカナーレ』
伴 省吾（ばん しょうご）
福岡在住の城南大学（ドラマでは福岡中央大学。いずれも架空）の学生だったが、当時のバイト先であったトラットリア・サンマルツァーノの店長、遠藤進の勧めでヘルプとして働いた『六本木バッカナーレ』で、数々の試練にぶつかりながらも成長していく。3月11日生まれ。何事にも熱くなりやすい性格で喫煙者（銘柄はマルボロのメンソール）。自分の腕前に自信を持っていたが、実際は経験及び知識不足であり、バッカナーレのメンバーに鼻っ柱を折られてからは心を入れ替え、一人前の料理人になるため大学を休学（テレビドラマでは退学）し、バッカナーレに就職した。料理人を志望だが、接客やドルチェ場助手など志望とは違う持ち場も担当していく中で様々なトラブルや試練を経験することになる(ホールに関しては異動された当初は「パン切る為に入ったんじゃない」と抵抗していた)。東京での住まいは目黒のアパート。みんなからはバンビーノ（赤ん坊）にちなみバンビと呼ばれる（ニューヨークのレストランでも呼ばれる）。博多弁の訛りで喋り、例え接客・コンテスト等の公の場であっても、敬語や標準語を用いようとしない、仮に意識しても博多弁が出てしまう。
ドルチェ場配属時には、東京スイーツ協会主催のデザートコンテストに出場し、皿盛りデザート部門で優勝を勝ち取る。その後パスタ場に配属し、厨房へ戻る。そしてバッカナーレ2号店の開店に先駆けてニューヨークのレストランに研修に渡り、マフィア相手に出張料理を振舞うなど経験を積み、精神的にも大きく成長。帰国した後は元恋人の婚約を見送り、バッカナーレ2号店『横浜・元町レガーレ』のパスタ場チーフに任命される。直属の部下となった年上の土屋の反感を買った事から対立し、料理勝負を行うがイカサマを使われ敗北、厨房内の後輩の信頼を損なう。その後はウェイターに配置換えされ、閑古鳥が鳴くレガーレを再興する為に奮闘し伝説のサービスマン楊大衛の勧誘に成功する。その後厨房に戻り、再び土屋に宣戦布告。同時にあすかにも恋心を抱くようになる。
逆恨みから土屋が故意にあすかを階段から突き落とし重傷を負わせた事を知り、自首を賭けて新メニュー発表イベントの場を借りて再戦する。大人数のサクラや唐辛子の濃縮液による妨害に苦戦し一度は敗北したが、永坂の告発により再投票が行われ、最終的に勝利。反省の色を見せず開き直り、レガーレのメンバーに悪態をついた土屋に対し堪忍袋の緒が切れ強烈な鉄拳を見舞った。
土屋の退職後は新しく入ってきた芹沢の教育係となり、芹沢の性格に戸惑いを見せながらも良好な師弟関係を築き始めている。
テレビドラマでは鉄幹と香取の移転に触発され、更なる精進を目指してイタリアのレストランに就職し、自己紹介の際シェフ達に対し自ら「バンビーノ」と名乗る所で物語は終了する。
宍戸 鉄幹（ししど てっかん）
六本木バッカナーレのオーナーシェフで、伴の地元の師匠である遠藤進とはイタリアで同じ料理人に師事していた兄弟弟子。料理全体のチェックにあたり調理をすることは稀で、接客に出ることも多い。店の自室は散らかり放題で豪快な性格を物語っているが、情が厚く、料理への愛情は人一倍持ち、店員への目配せも怠らない、いわばバッカナーレの総監督。但し２号店に対しては桑原に全てを任せ、レガーレが窮地に陥っても静観の立場を貫いている。よく体中を掻き毟っている。
テレビドラマでは店の自室は整っており、また最終話では伴の影響で初心に帰り、バッカナーレを辞めて遠藤と共にナポリ湾に浮かぶイスキア島でリストランテをオープンした。
日々野 あすか（ひびの あすか）
バッカナーレの先輩料理人の女性。当初は読者に対し男性の様に描かれていた。目標に向かう姿勢がしっかりしており、料理作りへの精進も怠らない。当初は伴の半端な態度が気に食わなかったが、踏まれてもめげない伴に共感し、次第に伴の相談に乗るようになる。宮城出身で、怒ると自然に東北弁が出ていることがある。伴と共にニューヨーク修行に出かけ、帰国後はバッカナーレ2号店『レガーレ』の副料理長に任命される。また同僚の羽山と結婚を約束するが、羽山の死という残酷な運命が待っていた。レガーレではウェイターに配置換えされた伴に代わり土屋の教育に尽力するが、当の土屋はこれに反発。陰湿な嫌がらせを受けるようになる。間もなく羽山の子を妊娠していることが発覚したが、伴の子と勘違いした土屋の怒りを買い、階段から突き落とされ片側腎臓摘出という重傷を負った。しかし、腎臓摘出の重傷を負っても流産はせず、手術から一か月程度で職場復帰した。
伴の想いとは裏腹に、伴のことを弟のように思っている。揚曰く"いい女"らしい。テレビドラマでは姉との2人暮らし。
香取 望（かとり のぞみ）
伴の指導役を任された厨房の先輩料理人。高校を中退してイタリア料理の世界に入った叩き上げの料理人。バッカナーレの中核になる程の料理の腕前を持つが、職人気質であり、経験と自負とプライドから性格は短気でキレやすく暴力的で何をやっても半端者の伴を嫌い、赤ん坊扱いや暴力を振るうことも度々あり（その性格はテレビドラマ版では抑えめに描かれている）、伴の天敵と言える存在。
暴力を振るう、人間扱いしない暴言から嫌な奴の印象が強く、香取が伴を嫌うと同様に伴自身も香取のことを忌み嫌い敬遠していたが、実力を付けて成果を出せる様になった伴を不器用ながらも認めて和解する。同時に彼の良き理解者となる。男を作って出て行った母親に代わり町工場を経営し自分を育ててくれた父親を尊敬しているが、その工場は現在では倒産寸前で酒に逃げる父親には複雑な思いを抱いている。その事で親戚や債権者と揉めている。
2号店開店準備に伴いバッカナーレの次期副料理長（ソットシェフ）に任命されるが、父親の工場を立て直す決意を決め、バッカナーレを去る。去り際に伴に愛用していた包丁を授けた。閑古鳥が鳴くレガーレを訪れ、伴からの誘いに所謂"かわいがり"で応えるという、かつてと変わらぬ強い絆を見せた。
テレビドラマでは、鉄幹が辞めたことで以前から考えていた他店への就職を決め、バッカナーレを去る。このとき、伴と別れの握手を交わした。
桑原 敦（くわばら あつし）
バッカナーレの副料理長。大学の建築科を出てシェフを目指している変わり種。厨房の要であり、とても忙しい中で洪水のように届くオーダーを、ジャストのタイミングで出せるように現場を統括している。またランチタイムは彼がメニューを決める。後に『横浜・元町レガーレ』にオーナーシェフとして移る。レガーレ経営側の人間ではあるが、経営者としての分野では興味をほとんど見せず他人事のように振る舞うことが多く、美幸もその事は半ば諦めている模様。
与那嶺 司（よなみね つかさ）
バッカナーレの給仕長（カーポ・カメリエーレ）で、超一流の接客のプロ。フレンチのサービスマン日本一を決める「メートル・ド・セルウィス杯」でイタリアンレストランに籍を置きながら、2位を取っている。溢れる愛情を込め、分け隔てなく客をもてなす。落ち着いた雰囲気、イタリア語による歌曲などで多くの客を魅了する。要所要所で伴に助言し、接客を舐め切って真面目にしなかったことを反省して「殴って下さい」と頼んだ伴に「殴ったところでお互い痛いだけで意味がない」と断った上で「殴る方も痛いんだぜ？」と香取の心情を訴えて彼と和解するきっかけを作った。またプレイボーイでもあり、毎回連れている女性が違う。かつて美幸と婚姻関係にあったが、その詳細は不明。
宍戸 美幸（ししど みゆき）
鉄幹の娘で、バッカナーレのやり手支配人。容姿も端麗で仕事もデキるが、料理はからっきし。父の鉄幹と異なり、ビジネスライクでハッキリとした性格だが、それでも影で伴の成長を見守っている。2号店の開設に向けて動いている時に2号店の立地を「最高の立地」と言ったにも関わらず、楊と会談した際に「横浜が飲食不毛の地だとは知らなかった」と言い放つなど、少し間が抜けているところがある。かつて与那嶺と婚姻関係にあったがその詳細は不明。
妹尾 雅司（せのお まさし）
調理見習い。中学校を卒業後、地元から出てバッカナーレで働く。見栄っ張りなところがあり（地元では毎晩違う女とヤっていたというが、実は初体験が未遂に終わり童貞）、おだてられると弱い。当初は香取に同調し未熟な伴を見下していたが、秋の新作メニューコンペで伴の試食係を買って出たことから彼の料理に対する情熱を目の当たりにし、以降は見方を改める。同僚のこずえに恋をしており、伴やあすかがレガーレに移転後、見事成就させ同時に童貞も卒業した。
皆川 こずえ（みながわ こずえ）
バッカナーレのウェイトレス。伴とは仕事のことで相談し合う仲である。父親は大会社の社長らしく、家はかなり大きい。元々は伴同様料理人志望でバッカナーレに入店した。秋の新作メニューコンペで自作の前菜（ドラマでは夏の新作パスタコンペでの「冷たいペペローニのパスタ」）が採用されてから、念願の厨房に配置換えになった。現在は雅司と交際している。一時師弟関係にあった伴と織田の関係を勘違いするなど若干天然ボケな部分もある。
永井 寛和（ながい ひろかず）
バッカナーレのソムリエ。3Fの「バール・バッカナーレ」のカウンターに居る。ワインの仕入れも担当。
井上（いのうえ）
バッカナーレのウェイター。あだ名はイノウー。高梨、柴田と合わせて別名「黒い三連星」と呼ばれていた。3人が目当ての客も多く、仕事の後に女性客に遊びに誘われることがあり、喰いまくっていた。しかし店側は黙認。現在ではウェイトレスの恵と交際している。その後『横浜・元町レガーレ』の給仕長になる。しかし、困窮するレガーレを立て直す過程で部下に疎まれ、伴が探し出した「伝説のサービスマン」楊の強烈な存在感により立場を失う。そのため一時は自信喪失してしまうが、逆に躁状態のとき急に沸いた楊への対抗心から店のリニューアル案を出すなど献身的に店に尽くしている。
高梨（たかなし）
バッカナーレのウェイター。長い金髪が特徴。井上に比べ気が短いらしく、単行本1巻では料理の進行が遅れた際に怒鳴るシーンも出てくる。
柴田（しばた）
バッカナーレのウェイター。
平松（ひらまつ）
バッカナーレのウェイター。料理学校出身。秋の新作メニューコンペで自作の前菜を披露するが、鉄幹に「ありきたり」と評され、撃沈した。単行本1巻ではアクアパッツァのオーダーを取り間違え、与那嶺にフォローされていた。
羽山 靖秀（はやま やすひで）
バッカナーレ元副料理長であすかの恋人。「イタリア料理の超新星」と呼ばれるほどの料理人だった。バッカナーレの定番メニューの「やわらかい太刀魚とシャッキリしたレタス（ドラマではスカンピとカラスミ）のスパゲッティ」は彼の考案である。独立してリストランテ「アーラ」を開いたが、料理への強いこだわりが経営を圧迫することとなり、1年も経たずに閉店に追い込まれた。その後は働かず酒びたりの生活をしていたが、伴と出会って更生し、バッカナーレに復帰してパスタ担当となった（ドラマではバッカナーレへ戻る描写はない）。
伴に「俺がいない時はお前があすかの傘になれ」と言い残した後、傘の水滴が目に入ってよろめき、自動車に撥ねられて死亡した。
栃木出身で、料理人という職業を認めない父親とはそりが合わなかったが、あすかとの結婚のために父親をディナーへ招待する。しかしその当日に事故死した。
織田 利夫（おだ としお）
バッカナーレのドルチェ（デザート）担当。昔は引きこもりで、親に連れられてバッカナーレに就職した。無口で無愛想だが、腕は一流。その無愛想ぶりから、永嶋の例外を除き、何人もの助手が織田の元を去っている。伴に対してもその態度を崩さなかったが、次第に伴の事を認め指導するようになる（こずえからは伴との仲の良さを腐女子的な目線で見られていた）。永嶋に畏怖されるほどの腕がありながら、社会へのコンプレックスからバッカナーレ以外の世界を見ることを恐れていたが、伴の影響でヨーロッパに行く決意をする。
広瀬（ひろせ）
バッカナーレの新人で、妹尾の見習い。料理学校を首席で卒業した経歴を持つ。まだ半人前でしょっちゅう妹尾に怒鳴られているが、広瀬は尊敬の念を持っており、早く妹尾のような料理人になりたいと考えている。

#### バッカナーレ関係者
遠藤 進（えんどう しん）
福岡で、かつて伴のバイト先だったトラットリア・サンマルツァーノを経営している。鉄幹は弟弟子。
高橋 恵理（たかはし えり）
伴の元恋人。城南大学（ドラマでは省吾同様福岡中央大学）卒。18歳から付き合っていたが、地元で仕事をしたいという思いと上京を決意した伴の間に考えの相違が生じてしまい、その後伴の上京を期に破局。その後、他の男性との結婚を控えている。現在はプランニング秀西社で働いている。
野上 京子（のがみ きょうこ）
株式会社ヴィットリオの会長で、バッカナーレのお得意様。鉄幹とも交流があり、月に2回は店に訪れる。40年以上前に有限会社ジーンを設立し、ミニスカートなどを売り込んでいたが、1971年のニクソン・ショックのあおりを受け倒産。連帯保証人であった父のテイラーも差し押さえられてしまう。その後、父は他界し、それ以来「心を込める」ことを信念としている。
中嶋 都（なかしま みやこ）
株式会社ヴィットリオの広報。単身赴任中の夫と娘・彩花がいる所帯持ち。野上への接客に行き詰る伴に野上の有限会社ジーン時代の過去を教え、励ました。その後、ある時伴が財布をすられたことを機に伴と会うようになり、夫がいない寂しさから、一時伴と関係を持ってしまう。
永嶋 圭吾（ながしま けいご）
ケーキショップ『サンテグジュペリ』のオーナーパティシエ。テレビにもよく出演し、スーパーパティシエと言われている有名人。かつてバッカナーレで働いたことがあり、織田の愛弟子として織田の助手を務めていたが、フランスへ修行へ旅立ち、その後に店を持つ。多忙を極める店のために織田を引き抜こうとするが、本当はバッカナーレ在籍時に超えられなかった織田を手に入れることで自身のコンプレックスを払拭しようとしていた。
紅林 ほのか（くればやし ほのか）
『サンテグジュペリ』の副料理長で、永嶋の恋人。デザートコンテストで伴と勝負する。パティシエである自分の技術に大きな誇りを持つ反面、基本的には素朴な菓子であるドルチェを見下している。
藤永 美和（ふじなが みわ）
桑原の大学時代からの恋人。桑原と共に自分達の店を開くことを夢見ていたが、桑原がバッカナーレ2号店のシェフをやってみようと言い出したことに反対し、桑原と別れる。
悦也（えつや）
伴の大学時代の友人。体型はふくよか。大学時代は気の優しいイジられキャラだったが、現在はブランド品の輸入関係の仕事に手を出しているチンピラまがいの男に変貌した。世の中は金だと豪語し、伴や友人達を見下す態度を取る。以前は恵理に想いを寄せており、恵理が伴と別れた後、恵理にアプローチを掛けていた。
木崎 幸司（きざき こうじ）
バッカナーレの羽山・香取・明日香の元後輩で、伴がバッカナーレに就職する以前に独立し軽井沢に小さなレストランを開いている。
ボディビルダーのような筋骨隆々とした体格をしており、片手で軽く投げた薪割り用の斧が切り株に突き刺さるほどの鍛え抜かれた膂力を誇る。
料理の腕前は一流であり、軽井沢の自然からインスピレーションを得て行う盛りつけのセンスも高い。その為盛況時はヘルプを頼まないと店が廻らないような行列となる賑わい。
ヘルプでやって来た伴は当初田舎臭い料理を作るのだろうと見下していたが、出された賄いで鹿肉料理を食し、その腕前を認めた。その時伴は余りの技量の高さに「うまかっ！」としか発することが出来なかった。
材料は地産地消が中心で、出来る限り自分の力で採取入手すべきという信念を持っており、釣り針に生き餌をつけられない伴に「料理人の癖にその程度も出来ないのか?」と辛辣な忠告をした。
バッカナーレで修業時代からあすかに惹かれており、「軽井沢の自然の中で子育てした方が子供にとっていい」とあすかに求婚し結果的に伴の恋のライバルとなった。
台風が原因で大木が倒壊し店舗が半壊したため、補修が終わるまでの間レガーレで働くようになる。

### 『バッカナーレ』2号店『横浜・元町レガーレ』
永坂 俊一（ながさか しゅんいち）
料理評論系の人気ブログを運営する人物。昔から辛口の評論で鳴らしており、最近ではその評論が原因で廃業に追い込まれる店もあるほどの影響力がある。レガーレ開店後初期に来店し欠点をブログに書いたため、閑古鳥が啼くというプレッシャーを与えたが、その後伴の情熱を認め応援するようになる。メンヘルでアルコール依存症の妻がおり、そのことをネタに土屋夫妻から脅迫、伴との対決に協力する様に強要される。一度は土屋のオブザーバーとなり、現場で事前に味付けをチェックした。土屋夫妻が用意した投票総数1/3にのぼるサクラ作戦が功を奏し、勝負が土屋の勝利に終わる。
しかし帰宅後 に妻に諭されたためレガーレに駆け戻り不正を告発、再投票を客に要請した。
結果、伴が逆転勝利となり、その報復として妻の主治医はアメリカへ異動することになり、主治医の後を追って夫婦共に渡米した。
土屋 賢太郎（つちや けんたろう）
レガーレの料理人にして、伴の部下。伴よりも年長であるが、自分の店の経営に失敗しレガーレの従業員となった。料理経験は豊富だが無駄にプライドが高く、なかなか伴の言った通りの仕事が出来ない。また、味音痴の疑いがあり伴が何度注意しても「ボンヤリした味」 になってしまう（レガーレに入る以前の店でも味音痴と罵られていた様である）。しかし本人は自覚がなく、度重なる伴の注意も「上司としての立場を誇示している」ものと考え、反発している。また、ホールの人手不足のためにホール係に転属する伴を「料理の腕が悪いから左遷」と揶揄するなど、明確に敵意を示すほどになった。
職人気質一本気な伴とは対照的に、社会人として不慣れな新人たちに酒を驕ったり風俗につれて行くことで懐柔し、パスタ場に反バンビ派閥らしきもの形成するほど世間慣れしている一面もある。その結果、パスタ場の雰囲気は悪化し、窮余の策として伴と土屋の賄いで料理勝負することとなる（題材はリゾット）。しかし土屋が投票箱に不正な細工を仕組んだため土屋の勝利となる（実際の勝敗は投票用紙が飛散した為不明）。だが、従業員個々人は伴の方が美味しかったと評価していた為、結果的に美幸や桑原といったレガーレの上司達には不信感を持たれてしまう事になる（井上は除く）。結果として伴がホールへ異動することで妥協案となりその後、土屋とシンパとなった新人達がパスタ場を掌握するように思えたが、代打として起用されたあすかがしっかりパスタ場を管理し土屋が実権を握る隙を与えなかった。
伴とあすかが持つ若さや幸福感への嫉妬と職場で次第に孤立していったことへの焦りから、あすかに嫌がらせを働くようになる。毎日のように料理用の調味液に洗剤とおぼしき液体を混入させ、あすかに作り直させ続けることで心身にストレスを与え、さらにはにあすかを衝動的階段から突き落として腎臓１つを失わせた。それを知った伴から自首をかけての料理対決を申し込まれた。
対決に際しては、マスク必須なほどの刺激臭を放つ唐辛子の濃縮液を作成し、密かに飲料水に仕込み伴の味覚を破壊する妨害工作を試みた。また、妻の真由美の機略で永坂を脅し料理の監修を依頼、さらに結果を操作できるレベル(総投票数1/3)のサクラを動員し、一度は勝利を収めるも、永坂により不正の告発が行われ再投票となり敗北した。スタッフ全員の前で自白を迫られた事から遂に本音を吐き伴に殴打される。
自らの本性を明かした土屋はレガーレを退職しようとするが、コンペの行方が気になり病院を抜け出してきたあすかの「土屋の盛りつけセンスは群を抜いている」という鶴の一声で、レガーレの盛りつけ専門係として留任する事が提案された。土屋の飾り付けセンスに関する作中での事前の言及としては、土屋があすかのロッカーを避妊具で器用に飾り付けたことが挙げられる（あすかに対する嫌がらせの一環として行っていた）。
盛り付け専門係への転任というあすかの提案は、土屋の才能を活かすためであったが、この提案は自ら料理をすることに拘る土屋にとって屈辱的だった。土屋は後日、調理場の全ての調味液を自分好みの味付けに変え、「仲良しごっこしてろブタども！」という書き置きを残して退職し、妻とも別れて自分の料理を求める人間を探す旅へ出た。
特殊な性癖があり、妻と二人きりになると、裸エプロンや幼児の様な話し方をする。夢は自分の作った器を使用した店を持つことであり、休日は夫婦で陶芸教室に通うといった研鑽を積む姿勢もあった。
なお、土屋のモデルは作者が別の仕事をしていた時の「嫌な上司」だという。
児玉（こだま）
同じくレガーレの料理人。ダイエースプレーで固めたような独特な髪形をしている。通称スネオヘアー。彼も伴の部下と思われる。材料が足りなくなった時にはすぐ車を運転して買出しに行かされる等、所謂「パシリ」。一時は土屋に影響されていたが、最近では伴の料理のほうが味が良いと評価を改め伴らレガーレのスタッフとも海へ行っている。その事が土屋の怒りを買いリンチを受ける。プライベートではモッズ青年という一面も覗かせる。
楊 大衛（ヤン・ダーウェイ）
伴が永坂俊一からその名前を聞き、探し当てた伝説のサービスマン。かつては横浜で伝説と謳われるほどの接客のプロであると同時に、女関係などで悪評も絶えない人物だった。結婚し、自らのレストランを持ってからは別人の様な好人物になったと言われるが、火事により息子2人を失い、自棄的なその日暮らしで借金取りに追われる生活を送っていた。再三あしらっても諦めない伴のひたむきさを認め、レガーレ再興を手伝うことになる。レガーレの事を「料理はともかくムードが無い。」と言い、「この店なら、明日にでも満席にしてみせる。その代わり、明日は俺の好きにやらせてもらう」と啖呵を切り、大勢のお客を呼び込み、派手なパフォーマンスと接客サービスでもてなした事でレガーレ従業員の信頼を得るが、他力本願の若手スタッフの怠惰な姿に「自分で考える事をやめた者は、飼われてる豚と同じ。豚と仕事するのはごめんですね」と挑発し、スタッフの奮起を促した。派手なパフォーマンスを好むことや、土屋の自首をかけた勝負を祭りに仕立てあげるなど、バブル期の感覚を引きずっている。「アツアツをどうぞ！」「ホッ？」が決め台詞。
モデルは尊敬する劇画家バロン吉元をイメージ（CS番組『漫道コバヤシ』客演にて説明）。
土屋 真由美（つちや まゆみ）
土屋の妻。土屋の事を「ケンタロー君」と呼び夫婦仲も良好だが、夫のイカサマに加担したり、「夫の邪魔をする者は消す」と発言するなど夫以上に腹黒く卑劣な性格。
伴と土屋の2度目の対決でもその卑劣さを如何なく発揮させ、自分の父親の力を利用し永坂に料理の監修を強要、他にも大人数のサクラを用意させるが、永坂の発言により自らの計画が台無しになる。それでも敗北を拒み続け、投票箱を強奪しレガーレの屋上から飛び降りようとするが危機一髪の所を土屋に助けられる。
勝負後、盛りつけ担当になった土屋に「何かあったらすぐに私に言え」と夫を信じていない様な発言をした事から夫婦間に溝が生まれ、最終的に離婚する。
土屋先生（つちや せんせい）
土屋真由美（土屋の嫁）の父親。直接の登場も無く個人情報は皆無だが、土屋編では物語を動かす重要な舞台装置としての役割を担う。
分かっている事は「娘を溺愛している」事、「娘がお小遣いレベルで札束数個以上(紙袋入りの為正確には測定できない)を動かせる」程の資本力、「独断で、予告なく医師一人を海外他院へ異動させる」「取引している会社に要請しサクラとして動かせる」権力を有していることである。なお、以上の情報から土屋賢太郎は入り婿である。
芹沢 龍夫（せりざわ たつお）
土屋堅太郎と入れ替わりでレガーレに採用された調理師専門学校新卒の新人で女性スタッフ全員が賞賛する程の美青年。19歳。
料理学校卒業という触れ込みであるが、実際は卵一つまともに割ることが出来ず、かつ混じった殻を取り除くことすらしないほど料理の腕前は未熟で、また指示や確認に対して返事をしない他に無断欠勤を行うなどコミュニケーション能力に欠けている。
その一方で負けず嫌いな部分があり、自宅にて料理の練習を行う(上記の無断欠勤もその為)、自動車を運転中に追い越されたことに腹を立て、逆に追い越したこともある。
父親はレガーレスタッフが緊張するほどの自由民主党 (日本)を彷彿とさせる巨大政党所属の参議院議員である。

### アメリカ・マンハッタン

#### マンハッタントラットリア・ピオニエーレ
伴とあすかがバッカナーレ2号店『レガーレ』開店に向け、更なる精進のために研修に行ったニューヨークのイタリアンレストラン。工場を改装してオープンさせてから約1年余りだが、マンハッタンで一番勢いがある大箱店。
コヨーテ・ブラデス
ピオニエーレの肉部門の副料理長。メキシカン。ピオニエーレ内で掃除・雑用が多いメキシカンの中で「肉のスペシャリスト」と謳われるほどの腕の持ち主。副業で出張調理（ケータリングサービス）を行っており、料理で客が満足することに快感を覚え、またマフィアを相手にするなど、危険な場所に赴くことも厭わない料理のジャンキー。当初は英語ができない伴を疎んじ陰湿な仕打ちをしてきたが、賄いで伴の腕を知り、ケータリングサービスの世界へと誘う。一緒にメキシコから来た恋人を9.11事件で亡くした過去を持つ。ケータリング先でのロレンツォ兄弟との対決後、ピオニエーレを辞めてローマのレストランに就職する。
原田 康子（はらだ やすこ）
ピオニエーレの日本人の料理人。
マルコ・クリスタルディ
ピオニエーレのオーナー。また6つのレストランを経営している凄腕のフードプロデューサーとしても名を馳せ、「飲食業界のリビングレジェンド（生きる伝説）」とまで言われている。鉄幹と進とは昔からの付き合い。伴とコヨーテのケータリング先のゲストハウスでは伴にも快活に接する庭師に扮し、伴・コヨーテとロレンツォ兄弟の対決を見守っていた。
ロレンツォ兄弟
シチリア島出身の双子の料理人で、伴とコヨーテと対決する。料理の腕前こそ優れているが、伴の腕を負傷させたり伴の料理に細工をしたりするなど、非常に卑劣な性格。最終的にはマルコに細工をばらされ、伴の作った日本風アレンジを加えた料理に負けを認めた。

#### その他
シンジ
コヨーテの知り合いのタトゥーショップの店員。ニューヨークでのバンビの通訳担当。借金があるために、コヨーテには頭が上がらない。
ジョシュア・レヴィーン
ケータリングサービスの出張先の客。かつてアメリカの人気バンド「ラブ・アクチュアリー」のボーカルとして名を馳せたが、2年前の交通事故で車椅子生活を余儀なくされ、バンドは解散、以後荒んだ生活を送り、自暴自棄になっていた。代表曲は昔同棲していた女性・アニーが好きな紅百合の花をイメージして作られた「マイフラワー」で、この曲は伴もお気に入りの曲である。その気難しさでコヨーテの料理に難癖をつけたりしたが、伴の「マイフラワー」にちなんだ料理や言葉がきっかけで立ち直った。
ポール・ビットリオ・ジョルダーノ
イタリアンマフィア・ジョルダーノ一家のドン。普段は妻と2人の子供を持ち、家族にとってはアットホームな父親だが、マフィアの仕事においては裏切り者や邪魔者を容赦なく排除するといった冷徹な考えを持つ。対立するトルナトーレ一家の利権争いで、各一家の料理人による料理対決で決着をつけようとする、所謂マフィア間の代理戦争のため、伴とコヨーテに白羽の矢を立てた。

## 書誌情報
- せきやてつじ『バンビ〜ノ!』、大陸書房〈Wellyコミックス〉 全15巻 
  1. 2005年3月30日発売、ISBN 978-4-09-187551-8
  2. 2005年7月29日発売、ISBN 978-4-09-187552-5
  3. 2006年1月30日発売、ISBN 978-4-09-187553-2
  4. 2006年4月27日発売、ISBN 978-4-09-180317-7
  5. 2006年7月28日発売、ISBN 978-4-09-180567-6
  6. 2006年10月30日発売、ISBN 978-4-09-180779-3
  7. 2007年2月28日発売、ISBN 978-4-09-181070-0
  8. 2007年4月6日発売、ISBN 978-4-09-181165-3
  9. 2007年7月30日発売、ISBN 978-4-09-181340-4
  10. 2007年10月30日発売、ISBN 978-4-09-181509-5
  11. 2008年2月29日発売、ISBN 978-4-09-181743-3
  12. 2008年5月30日発売、ISBN 978-4-09-181892-8
  13. 2008年8月29日発売、ISBN 978-4-09-182130-0
  14. 2008年12月26日発売、ISBN 978-4-09-182249-9
  15. 2009年4月30日発売、ISBN 978-4-09-182478-3
- せきやてつじ『バンビ〜ノ!』secondo、小学館〈ビッグコミックス〉 全13巻 
  1. 2009年8月28日発売、ISBN 978-4-09-182578-0
  2. 2009年11月30日発売、ISBN 978-4-09-182764-7
  3. 2010年2月27日発売、ISBN 978-4-09-183017-3
  4. 2010年6月30日発売、ISBN 978-4-09-183205-4
  5. 2010年10月29日発売、ISBN 978-4-09-183488-1
  6. 2011年2月26日発売、ISBN 978-4-09-183646-5
  7. 2011年6月30日発売、ISBN 978-4-09-183840-7
  8. 2011年8月30日発売、ISBN 978-4-09-184034-9
  9. 2011年11月30日発売、ISBN 978-4-09-184174-2
  10. 2012年3月30日発売、ISBN 978-4-09-184315-9
  11. 2012年6月29日発売、ISBN 978-4-09-184520-7
  12. 2012年9月28日発売、ISBN 978-4-09-184666-2
  13. 2013年1月30日発売、ISBN 978-4-09-184854-3

## テレビドラマ
2007年4月18日から6月27日まで毎週水曜日22:00 - 22:54に、日本テレビ系の「水曜ドラマ」枠で放送された。主演は松本潤。
テレビドラマ版では「バンビ〜ノ!」が若造を指す言葉に変更されている。基本的には原作に忠実な内容だが、放送当時は原作が連載中だったため、終盤はドラマオリジナルの展開で締めくくられている。

### あらすじ（テレビドラマ）
主人公・伴省吾（松本潤）は大学生でありながら福岡の小さなレストランのシェフとしてアルバイト中である。同じ学校に通っており、同じレストランでアルバイトをしている彼女の恵理（吹石一恵）と一緒に同棲し、卒業後は2人だけのレストランを開くことを約束した。卒業を控えた春休みにレストランのオーナーの勧めで、東京・六本木にあるレストランにヘルプで働くことになる。そこで多くのことを学び、通っていた大学も辞めて彼女とも別れて、レストランに就職する。

### キャスト
トラットリア『バッカナーレ』(Trattoria Baccanale)
- 伴省吾（21歳） - 松本潤（嵐）（ヘルプ・大学4年生【第1話 - 第4話】→カメリエーレ / ウェイター【第5話 - 第7話、第9話】、パスティッチェーレ / ドルチェ助手【第8話】→第9話から厨房へ→プリモピアット助手【第10話、最終話】）
- 宍戸鉄幹（55歳） - 市村正親（オーナーシェフ）
- 宍戸美幸（31歳） - 内田有紀（ディレットーレ、女性の場合はディレットリーチェ / 支配人）

Cucina（厨房）
- 日々野あすか（23歳） - 香里奈（アンティパスト / 前菜担当【第1話 - 第9話】）→（プリモピアット / パスタ・リゾット担当【第10話、最終話】）
- 香取望（28歳） - 佐藤隆太（プリモピアット / パスタ・リゾット担当【第1話 - 第9話】）→（セコンド ピアット / 肉料理担当【第10話、最終話】）
- 桑原敦（35歳） - 佐々木蔵之介（ソットシェフ / 副料理長）。（セコンド ピアット / 肉・魚料理担当【第1話 - 第9話】）→（全体統括【第10話、最終話】）
- 織田利夫（34歳） - ほっしゃん。（パスティッチェーレ / ドルチェ担当）
- 妹尾雅司（20歳） - 向井理（厨房のアップレンディスタ / 見習い【第1話 - 第9話】→アンティパスト / 前菜担当【第10話、最終話】）
- アントニオ - Cristo Pietro
- マルコ - マイケル・マカティア

Sala（ホール）
- 与那嶺司（35歳） - 北村一輝（カーポ・カメリエーレ / 給仕長）
- 皆川こずえ（20歳） - 小松彩夏（カメリエーラ / ウェイトレス）→（第9話から厨房へ→アンティパスト助手【第10話、最終話】）
- 永井寛和（32歳） - 佐々木崇雄（ソムリエ）
- 高梨宏太（27歳） - 佐藤佑介（カメリエーレ / ウェイター）
- 柴田謙一郎（27歳） - 麻生幸佑（カメリエーレ / ウェイター）

博多·トラットリア『サンマルツァーノ』 (Trattoria San Marzano)
- 遠藤進（60歳） - 山本圭（オーナーシェフ）
- 高橋恵理（21歳） - 吹石一恵（伴の彼女）

その他
- 「六本木セントラルクリニック」医師 - 須永慶（第2話）
- 伴聡子 - 余貴美子（伴省吾の母親）（第4話）
- 野上京子 - 戸田恵子（バッカナーレの常連客）（第5 - 7話）
- 羽山靖秀 - 池内博之（バッカナーレの元料理人であすかの恋人）（第7話）
- 客A - 羽鳥慎一（日本テレビアナウンサー）（第6話）
- 清水英明 - 姜暢雄（ドラマオリジナルキャスト、伴の高校時代の先輩）（第10話）

### スタッフ
- 原作：せきやてつじ『バンビ〜ノ!』
- 脚本：岡田惠和
- 原案協力：鈴木総一郎、立川義剛、広瀬直人（小学館『週刊ビッグコミックスピリッツ』編集部）
- 音楽：菅野祐悟
- 主題歌：嵐 「We can make it!」(ジェイ・ストーム)
- 協力：NiTRo、日テレアート
- プロデューサー：加藤正俊、村瀬健（日本テレビ）・浅井千瑞 (MMJ)
- 演出：大谷太郎、佐久間紀佳
- 美術デザイン：高野雅裕
- 料理監修：落合務
- 制作協力：MMJ
- 製作著作：日本テレビ

### 放送日程
| 各話                                                      | 放送日        | サブタイトル                  | 演出       | 視聴率 |
| --------------------------------------------------------- | ------------- | ----------------------------- | ---------- | ------ |
| 第1話                                                     | 2007年4月18日 | 仕事って甘くない              | 大谷太郎   | 16.6%  |
| 第2話                                                     | 2007年4月25日 | 負けてたまるか                | 大谷太郎   | 15.0%  |
| 第3話                                                     | 2007年5月2日  | 涙…最後の一日                 | 佐久間紀佳 | 13.7%  |
| 第4話                                                     | 2007年5月9日  | 博多編…未来へ                 | 佐久間紀佳 | 14.0%  |
| 第5話                                                     | 2007年5月16日 | 働くということ                | 大谷太郎   | 14.6%  |
| 第6話                                                     | 2007年5月23日 | 愛って何だろう                | 佐久間紀佳 | 14.0%  |
| 第7話                                                     | 2007年5月30日 | 恋のパスタ対決                | 大谷太郎   | 13.2%  |
| 第8話                                                     | 2007年6月6日  | デザートの魔法                | 佐久間紀佳 | 13.6%  |
| 第9話                                                     | 2007年6月13日 | 料理人への扉!!                | 大谷太郎   | 13.7%  |
| 第10話                                                    | 2007年6月20日 | 料理が作れる!                 | 佐久間紀佳 | 13.8%  |
| 最終話                                                    | 2007年6月27日 | 涙の別れ…さよならバッカナーレ | 大谷太郎   | 14.4%  |
| 平均視聴率14.2%（視聴率は関東地区・ビデオリサーチ社調べ） |               |                               |            |        |

### 受賞
- 第53回ザテレビジョンドラマアカデミー賞
  - 主演男優賞（松本潤）
  - 助演男優賞（北村一輝）
  - 監督賞（大谷太郎）ほか
  - ザテレビジョン賞（スピンオフドラマ)

### スピンオフドラマ
毎回放送終了後に公式サイトおよび携帯サイトにてスピンオフドラマが配信された。配信は第2日本テレビを利用。タイトルは『バンビ〜ノ!スピンオフ』。脚本は本編と同じく岡田惠和が担当し、他にも演出を村瀬健が担当する以外は同じスタッフで構成されている。ストーリーは『バッカナーレ』の営業終了後のホールを中心に展開している。5月13日までの間に50万回の再生回数を記録する。2007年（平成19年）12月に配信は終了。
キャスト
- 向井理、小松彩夏、ほっしゃん。、佐々木崇雄、佐藤佑介、麻生幸佑、Cristo Pietro、Michael Mcateer

サブタイトル
1. オフな人々
2. 織田さんの秘密
3. 雅司クンの気持ち
4. 桑原さんの秘密（ゲスト：佐々木蔵之介）
5. 与那嶺さんの伝説（ゲスト：北村一輝）
6. バンビの誕生日
7. 恋するバッカナーレ
8. 織田さん大爆発
9. 織田さんの反省
10. バンビは幸せ者
11. さよならバンビ

### 関連商品
- バンビ〜ノ! DVD-BOX（2008年1月23日、VAP）全5枚(本編DVD:4枚、特典DVD:1枚)、本編536分+特典141分

### 備考
- 吉本興業で日本のお笑いコンビとして東京本社で活動している「バンビ～ノ！」は本作を名前の由来としている。コンビ名は、調理師学校に通っていた藤田が当時好きで、連続ドラマ化もされたバンビ〜ノ!から取った[8]。

| 日本テレビ系 水曜ドラマ                  | 日本テレビ系 水曜ドラマ                 | 日本テレビ系 水曜ドラマ                    |
| 前番組                                   | 番組名                                  | 次番組                                     |
| ---------------------------------------- | --------------------------------------- | ------------------------------------------ |
| ハケンの品格 （2007年1月10日 - 3月14日） | バンビ〜ノ! （2007年4月18日 - 6月27日） | ホタルノヒカリ （2007年7月11日 - 9月12日） |